# 小行星列表/253501-253600
| 名稱                  | 臨時編號   | 發現日期       | 發現地點           | 發現者                         |
| --------------------- | ---------- | -------------- | ------------------ | ------------------------------ |
| 小行星253501          | 2003 SF118 | 2003年9月16日  | 帕洛马山           | 近地小行星追踪                 |
| 小行星253502          | 2003 SY122 | 2003年9月18日  | 索科罗             | 林肯近地小行星研究小组         |
| 小行星253503          | 2003 SX125 | 2003年9月19日  | 索科罗             | 林肯近地小行星研究小组         |
| 小行星253504          | 2003 SB126 | 2003年9月19日  | 索科罗             | 林肯近地小行星研究小组         |
| 小行星253505          | 2003 SC136 | 2003年9月19日  | 帝王台             | 帝王台近地天體巡天             |
| 小行星253506          | 2003 SQ138 | 2003年9月20日  | 帕洛马山           | 近地小行星追踪                 |
| 小行星253507          | 2003 SP145 | 2003年9月20日  | 索科罗             | 林肯近地小行星研究小组         |
| 小行星253508          | 2003 SH147 | 2003年9月20日  | 帕洛马山           | 近地小行星追踪                 |
| 小行星253509          | 2003 SY148 | 2003年9月16日  | 基特峰             | 太空监视                       |
| 小行星253510          | 2003 SY149 | 2003年9月17日  | 索科罗             | 林肯近地小行星研究小组         |
| 小行星253511          | 2003 SN150 | 2003年9月17日  | 索科罗             | 林肯近地小行星研究小组         |
| 小行星253512          | 2003 SY150 | 2003年9月17日  | 索科罗             | 林肯近地小行星研究小组         |
| 小行星253513          | 2003 SE152 | 2003年9月19日  | 安德森台地         | 洛厄尔天文台近地小行星搜寻计划 |
| 小行星253514          | 2003 ST152 | 2003年9月19日  | 安德森台地         | 洛厄尔天文台近地小行星搜寻计划 |
| 小行星253515          | 2003 SO159 | 2003年9月22日  | 基特峰             | 太空监视                       |
| 小行星253516          | 2003 SH160 | 2003年9月21日  | 索科罗             | 林肯近地小行星研究小组         |
| 小行星253517          | 2003 SM161 | 2003年9月18日  | 索科罗             | 林肯近地小行星研究小组         |
| 小行星253518          | 2003 SV167 | 2003年9月22日  | 茂宜岛             | 近地小行星追踪                 |
| 小行星253519          | 2003 SF168 | 2003年9月23日  | 茂宜岛             | 近地小行星追踪                 |
| 小行星253520          | 2003 SD172 | 2003年9月18日  | 索科罗             | 林肯近地小行星研究小组         |
| 小行星253521          | 2003 SQ178 | 2003年9月19日  | 索科罗             | 林肯近地小行星研究小组         |
| 小行星253522          | 2003 SS181 | 2003年9月20日  | 安德森台地         | 洛厄尔天文台近地小行星搜寻计划 |
| 小行星253523          | 2003 SH183 | 2003年9月21日  | 基特峰             | 太空监视                       |
| 小行星253524          | 2003 SF186 | 2003年9月22日  | 安德森台地         | 洛厄尔天文台近地小行星搜寻计划 |
| 小行星253525          | 2003 ST187 | 2003年9月22日  | 基特峰             | 太空监视                       |
| 小行星253526          | 2003 SP188 | 2003年9月22日  | 索科罗             | 林肯近地小行星研究小组         |
| 小行星253527          | 2003 SD189 | 2003年9月22日  | 安德森台地         | 洛厄尔天文台近地小行星搜寻计划 |
| 小行星253528          | 2003 SP190 | 2003年9月17日  | 基特峰             | 太空监视                       |
| 小行星253529          | 2003 SN191 | 2003年9月19日  | 基特峰             | 太空监视                       |
| 小行星253530          | 2003 SJ193 | 2003年9月20日  | 帕洛马山           | 近地小行星追踪                 |
| 小行星253531          | 2003 SQ198 | 2003年9月21日  | 安德森台地         | 洛厄尔天文台近地小行星搜寻计划 |
| 小行星253532          | 2003 SJ202 | 2003年9月22日  | 安德森台地         | 洛厄尔天文台近地小行星搜寻计划 |
| 小行星253533          | 2003 SO206 | 2003年9月25日  | 茂宜岛             | 近地小行星追踪                 |
| 小行星253534          | 2003 SB209 | 2003年9月24日  | 帕洛马山           | 近地小行星追踪                 |
| 小行星253535          | 2003 SA210 | 2003年9月25日  | 茂宜岛             | 近地小行星追踪                 |
| 小行星253536Tymchenko | 2003 SB215 | 2003年9月22日  | 安德魯紹夫卡       | 安德魯紹夫卡天文台             |
| 小行星253537          | 2003 SP218 | 2003年9月28日  | 本森               | 杨光宇                         |
| 小行星253538          | 2003 SX220 | 2003年9月29日  | 本森               | 杨光宇                         |
| 小行星253539          | 2003 SX223 | 2003年9月30日  | 本森               | 杨光宇                         |
| 小行星253540          | 2003 SF227 | 2003年9月27日  | 基特峰             | 太空监视                       |
| 小行星253541          | 2003 SK229 | 2003年9月27日  | 基特峰             | 太空监视                       |
| 小行星253542          | 2003 SF233 | 2003年9月25日  | 帕洛马山           | 近地小行星追踪                 |
| 小行星253543          | 2003 SS233 | 2003年9月25日  | 帕洛马山           | 近地小行星追踪                 |
| 小行星253544          | 2003 SQ234 | 2003年9月25日  | 茂宜岛             | 近地小行星追踪                 |
| 小行星253545          | 2003 SL236 | 2003年9月26日  | 索科罗             | 林肯近地小行星研究小组         |
| 小行星253546          | 2003 SZ237 | 2003年9月26日  | 索科罗             | 林肯近地小行星研究小组         |
| 小行星253547          | 2003 SF240 | 2003年9月27日  | 索科罗             | 林肯近地小行星研究小组         |
| 小行星253548          | 2003 SZ243 | 2003年9月28日  | 索科罗             | 林肯近地小行星研究小组         |
| 小行星253549          | 2003 SO245 | 2003年9月26日  | 索科罗             | 林肯近地小行星研究小组         |
| 小行星253550          | 2003 SH246 | 2003年9月26日  | 索科罗             | 林肯近地小行星研究小组         |
| 小行星253551          | 2003 SH249 | 2003年9月26日  | 索科罗             | 林肯近地小行星研究小组         |
| 小行星253552          | 2003 SN251 | 2003年9月26日  | 索科罗             | 林肯近地小行星研究小组         |
| 小行星253553          | 2003 SZ252 | 2003年9月27日  | 基特峰             | 太空监视                       |
| 小行星253554          | 2003 SJ254 | 2003年9月27日  | 索科罗             | 林肯近地小行星研究小组         |
| 小行星253555          | 2003 SB256 | 2003年9月27日  | 基特峰             | 太空监视                       |
| 小行星253556          | 2003 SH258 | 2003年9月28日  | 基特峰             | 太空监视                       |
| 小行星253557          | 2003 SK258 | 2003年9月28日  | 基特峰             | 太空监视                       |
| 小行星253558          | 2003 SJ259 | 2003年9月28日  | 基特峰             | 太空监视                       |
| 小行星253559          | 2003 SK259 | 2003年9月28日  | 基特峰             | 太空监视                       |
| 小行星253560          | 2003 SF261 | 2003年9月27日  | 索科罗             | 林肯近地小行星研究小组         |
| 小行星253561          | 2003 SR266 | 2003年9月29日  | 索科罗             | 林肯近地小行星研究小组         |
| 小行星253562          | 2003 SH268 | 2003年9月29日  | 基特峰             | 太空监视                       |
| 小行星253563          | 2003 SK269 | 2003年9月21日  | 貝爾吉施格拉德巴赫 | 沃尔夫·比克尔                  |
| 小行星253564          | 2003 SV269 | 2003年9月24日  | 茂宜岛             | 近地小行星追踪                 |
| 小行星253565          | 2003 SK271 | 2003年9月25日  | 茂宜岛             | 近地小行星追踪                 |
| 小行星253566          | 2003 ST272 | 2003年9月27日  | 索科罗             | 林肯近地小行星研究小组         |
| 小行星253567          | 2003 SX275 | 2003年9月29日  | 索科罗             | 林肯近地小行星研究小组         |
| 小行星253568          | 2003 SF276 | 2003年9月29日  | 基特峰             | 太空监视                       |
| 小行星253569          | 2003 SC281 | 2003年9月18日  | 基特峰             | 太空监视                       |
| 小行星253570          | 2003 ST288 | 2003年9月28日  | 索科罗             | 林肯近地小行星研究小组         |
| 小行星253571          | 2003 SY290 | 2003年9月29日  | 索科罗             | 林肯近地小行星研究小组         |
| 小行星253572          | 2003 SP304 | 2003年9月17日  | 帕洛马山           | 近地小行星追踪                 |
| 小行星253573          | 2003 SP306 | 2003年9月30日  | 索科罗             | 林肯近地小行星研究小组         |
| 小行星253574          | 2003 SZ308 | 2003年9月30日  | 安德森台地         | 洛厄尔天文台近地小行星搜寻计划 |
| 小行星253575          | 2003 SY309 | 2003年9月28日  | 索科罗             | 林肯近地小行星研究小组         |
| 小行星253576          | 2003 SH311 | 2003年9月29日  | 索科罗             | 林肯近地小行星研究小组         |
| 小行星253577          | 2003 SM311 | 2003年9月29日  | 索科罗             | 林肯近地小行星研究小组         |
| 小行星253578          | 2003 SS321 | 2003年9月22日  | 帕洛马山           | 近地小行星追踪                 |
| 小行星253579          | 2003 SW326 | 2003年9月18日  | 基特峰             | 太空监视                       |
| 小行星253580          | 2003 SR332 | 2003年9月29日  | 基特峰             | 太空监视                       |
| 小行星253581          | 2003 SZ333 | 2003年9月22日  | 安德森台地         | 洛厄尔天文台近地小行星搜寻计划 |
| 小行星253582          | 2003 SC337 | 2003年9月28日  | 阿帕契點           | 史隆數位巡天                   |
| 小行星253583          | 2003 SV337 | 2003年9月18日  | 基特峰             | 太空监视                       |
| 小行星253584          | 2003 SY342 | 2003年9月17日  | 基特峰             | 太空监视                       |
| 小行星253585          | 2003 SJ359 | 2003年9月21日  | 基特峰             | 太空监视                       |
| 小行星253586          | 2003 TX7   | 2003年10月14日 | 帕洛马山           | 近地小行星追踪                 |
| 小行星253587Cloutier  | 2003 TH10  | 2003年10月14日 | New Milford        | New Milford                    |
| 小行星253588          | 2003 TV11  | 2003年10月14日 | 安德森台地         | 洛厄尔天文台近地小行星搜寻计划 |
| 小行星253589          | 2003 TX11  | 2003年10月14日 | 安德森台地         | 洛厄尔天文台近地小行星搜寻计划 |
| 小行星253590          | 2003 TE12  | 2003年10月14日 | 安德森台地         | 洛厄尔天文台近地小行星搜寻计划 |
| 小行星253591          | 2003 TN12  | 2003年10月14日 | 安德森台地         | 洛厄尔天文台近地小行星搜寻计划 |
| 小行星253592          | 2003 TV12  | 2003年10月15日 | 谢拉维斯塔         | Junk Bond                      |
| 小行星253593          | 2003 TG13  | 2003年10月15日 | 安德森台地         | 洛厄尔天文台近地小行星搜寻计划 |
| 小行星253594          | 2003 TE15  | 2003年10月15日 | 安德森台地         | 洛厄尔天文台近地小行星搜寻计划 |
| 小行星253595          | 2003 TJ15  | 2003年10月15日 | 安德森台地         | 洛厄尔天文台近地小行星搜寻计划 |
| 小行星253596          | 2003 TM18  | 2003年10月15日 | 安德森台地         | 洛厄尔天文台近地小行星搜寻计划 |
| 小行星253597          | 2003 UT4   | 2003年10月17日 | 索科罗             | 林肯近地小行星研究小组         |
| 小行星253598          | 2003 UZ4   | 2003年10月17日 | 索科罗             | 林肯近地小行星研究小组         |
| 小行星253599          | 2003 UZ8   | 2003年10月17日 | 索科罗             | 林肯近地小行星研究小组         |
| 小行星253600          | 2003 UY10  | 2003年10月20日 | 帕洛马山           | 近地小行星追踪                 |